# Samir Aït Saïd
Samir Aït Saïd (* 1. November 1989 in Champigny-sur-Marne) ist ein französischer Kunstturner. Sein bisher größter Erfolg ist der Gewinn des Europameistertitels bei den Turn-Europameisterschaften 2013 in Moskau an den Ringen.
2016 gelang es ihm sich für die Olympischen Sommerspiele 2016 in Rio de Janeiro zu qualifizieren. Bei der dortigen Qualifikation für das Mannschaftsfinale zog er sich aber bei seiner Übung am Sprung einen Komplettdurchbruch des linken Unterschenkels zu.
Während der Eröffnungsfeier der Olympischen Sommerspiele 2020 war er gemeinsam mit der Judoka Clarisse Agbegnenou der Fahnenträger seiner Nation.